# Terremoto de Copiapó de 1859
El Terremoto de Copiapó de 1859 fue un terremoto de 7,6 grados en la escala de Richter que azotó a la ciudad de Copiapó a las 20:00 del día 5 de octubre de 1859. Con calidad de terremoto fue percibido en las regiones de Atacama y Coquimbo. El movimiento telúrico fue percibido desde Tacna hasta Santiago de Chile. Los daños se calcularon en 1,5 millones de pesos.
Se desconoce si hubo víctimas fatales y heridos, el movimiento también levantó nubes de polvo que cubrieron la ciudad dejándola totalmente oscura.
Causó la destrucción de 115 hogares, mientras que 224 fueron declarados no aptos como vivienda. La línea del ferrocarril a Caldera fue destruida en una extensión de 25 kilómetros. También se dañaron muchos edificios en Tierra Amarilla.

## Tsunami
En la costa, el mar mostró extraños movimientos, debido a este tsunami el nivel del mar descendió alrededor de 6 metros y el fondo de la bahía quedó al descubierto en una extensión de más de 150 metros desde el nivel de marea baja. Luego este provocó la destrucción de las instalaciones portuarias en Caldera.